# Шульц, Лавиния
Лавиния Шульц (нем. Lavinia Schultz, нем. Lavinia Bertha Schultz, 23 июня 1896 года, Люббен — 19 июня 1924 года, Гамбург) — немецкая актриса и танцовщица.

## Биография
В 16 лет Лавиния Шульц уехала изучать рисунок в Берлин. Там она познакомилась с Гервартом Вальденом, издателем экспрессионистского журнала Der Sturm, и одним из сотрудников журнала и лидером театральной группы Лотаром Шрейером. Шульц стала актрисой в труппе Шрейера. В 1918 году Шульц выступила обнажённой в драме Штрамма Sancta Susanna, чем вызвала скандал. В 1919 году Шульц последовала за Шрейером в Гамбург, основавшим так театр Kampfbühne.
В Kampfbühne Лавиния Шульц познакомилась с актёром Вальтером Хольдтом, за которого она вышла замуж в 1921 году. В 1923 году у пары родился сын Ганс-Хейнц. Шульц и Хольдт отвергали традиционные религии. Они жили без мебели и предпочли бы жить без денег.
Начиная с 1919 года Шульц и Хольдт выступали в специальных костюмах, полностью закрывающих тело. С 1921 года их выступления сопровождались музыкой композитора-авангардиста Ханса-Хейнца Штуккеншмидта. Они также принимали участие в популярных фестивалях гамбургских артистов, в том числе в Götzenpauke.
18 июня 1924 года Лавиния Шульц застрелила своего двадцатипятилетнего супруга, сообщила соседям и попыталась покончить с собой. Она скончалась на следующий день. Причина убийства и попытки самоубийства однозначно установлена не была. Одной из возможных причин могли быть финансовые проблемы, связанные с тем, что Шульц и Хольдт выступали бесплатно.
Уже в 1925 году в гамбургском музее искусств и ремёсел состоялась мемориальная выставка масок Шульц и Хольдта. В течение более чем шестидесяти лет имена артистов были забыты, пока в 1989 году их костюмы и маски не были найдены в музее. В 2006 году они были представлены широкой публике на выставке Entfesselt — Expressionismus in Hamburg um 1920.